# يوهان فريدريك البرتي
يوهان فريدريك البرتي (بالألمانية: Johann Friedrich Alberti)‏ هو ملحن ألماني، ولد في 11 يناير 1642 في تونينغ في ألمانيا، وتوفي في 14 يونيو 1710 في مرسيبورغ في ألمانيا.

## وصلات خارجية
- يوهان فريدريك البرتي على موقع ميوزك برينز (الإنجليزية)
- يوهان فريدريك البرتي على موقع ديسكوغز (الإنجليزية)